# Ficaria ficarioides
Ficaria ficarioides là một loài thực vật có hoa trong họ Mao lương. Loài này được (Bory & Chaub.) Halácsy mô tả khoa học đầu tiên năm 1900.